# Adolfo Bolea
Adolfo Bolea Sanz (Pueblo Seco, Barcelona, 24 de marzo de 1933-14 de noviembre de 2020) fue un futbolista español que se desempeñaba como delantero.

## Clubes
| Club                       | País   | Año       |
| -------------------------- | ------ | --------- |
| Unió Esportiva Sant Andreu | España | 1951-1953 |
| C.D. Tenerife              | España | 1953-1954 |
| Sabadell F.C.              | España | 1954-1955 |
| Español                    | España | 1954-1955 |
| Unión Deportiva España     | España | 1955-1956 |
| Cádiz C. F.                | España | 1956-1964 |